# Meet Me After the Show
Meet Me After the Show (Brasil: Ao Cair do Pano / Portugal: Espera-me à Saída) é um filme de comédia romântica estadunidense de 1951 dirigido por Richard Sale. O filme foi um dos últimos musicais de Betty Grable para o estúdio 20th Century-Fox.

## Sinopse
Delilah Lee (Betty Grable) estrela de um show da Broadway suspeita que seu marido Jeff Ames (Macdonald Carey) pode estar tendo um caso com a patrocinadora do show.

## Elenco
- Betty Grable ... Delilah Lee
- Macdonald Carey ... Jeff Ames
- Rory Calhoun ... David Hemingway
- Eddie Albert ... Chris Leeds
- Fred Clark ... Timothy 'Tim' Wayne
- Lois Andrews ... Gloria Carstairs
- Irene Ryan ... Tillie

## Produção
Betty Grable reinou nas bilheterias durante a década de 1940. Seus filmes sempre renderam muito dinheiro para a 20th Century Fox e eles a recompensaram aumentando seu salário ao longo dos anos a um ponto em que ela ganhava mais dinheiro do que o chefe da Fox, Darryl F. Zanuck. No final da década, ela ganhava US$ 300.000 por ano, o que a tornava a pessoa mais bem paga de Hollywood e uma das pessoas mais bem pagas da América. Meet Me After the Show foi um sucesso de bilheteria quando lançado, principalmente devido ao sucesso de seus dois filmes no ano anterior; Wabash Avenue e My Blue Heaven.
Rory Calhoun voltou a trabalhar com Grable neste filme. Eles haviam atuados juntos em Como Agarrar um Milionário de 1953 interpretando seu par romântico naquele filme.
Irene Ryan, mais conhecida por sua interpretação de Vovó Buscapé na série de televisão The Beverly Hillbillies, interpreta um papel coadjuvante em Meet Me After the Show.
Gwen Verdon é uma cantora e dançarina não creditada em alguns dos números musicais compostos por Jule Styne com letras de Leo Robin, incluindo "No-Talent Joe" e "I Feel Like Dancing". Em seu único álbum solo, The Girl I Left Home For (1955), Verdon cantou três canções do filme: "It's a Hot Night in Alaska", "Bettin' on a Man" e "No-Talent Joe".
Arthur Walge, um ex-levantador de peso e lutador profissional, interpreta o escultural "No-Talent Joe" em um número musical interpretado por Betty Grable.